# 张文瓘
张文瓘（606年—678年9月30日），字稚圭，贝州武城县（今河北省衡水市故城县）人，唐朝官员。唐高宗年间为宰相，因在大理卿任上处事公正而受到称赞。

## 家世
出身清河张氏，北魏太山太守张岱，自河内徙清河。张岱六世孙张幸，北魏青州刺史、平陆侯。生张準之，东青州刺史，袭侯。张準之生张灵真。张灵真生张彝，隋末徙魏州昌乐。
- 高祖：张彝，字庆宾，后魏光禄大夫、侍中、平陆孝侯。
- 曾祖：张始均，字孝衡，尚书郎。
- 祖父：张宴之，字熙德，北齐北徐州刺史、恭公。生谒者大夫张虔威、阳城令张虔雄。
- 伯父：张虔威，字元敬，隋谒者大夫摄江都赞治。生张元爽、张文收、张文璹。
- 父亲：张虔雄，隋寿春、阳城令。生张文禧、张文琮、张文瓘。

张文瓘生于隋炀帝大業二年（606年），祖上是贝州武城人，但大业末年搬家到魏州昌乐县。早孤，事母兄以孝友闻名。唐太宗貞觀（626年—649年）初年，中明经，补并州长史李世勣参军。李世勣很重视他，曾说：“稚圭是当今的管仲、萧何，我比不上他。”一次李世勣去京城长安入朝面圣时，张文瓘和两位属僚设宴为他饯行。李世勣分别把佩刀和玉带送给那两个属僚，却没给张文瓘任何东西。张文瓘生疑，问及缘由，李世勣答：“你没有过错。某人犹豫不决，我给他佩刀鼓励他果断；某人放诞不检点，所以我给他玉带希望他约束自己。若说你的才能，你将来什么都不会缺，还用我送你吗？”李世勣后来举荐张文瓘之才，张文瓘累迁水部员外郎。其兄张文琮时任户部侍郎，兄弟俩都在尚书省，违背了封建旧制，于是张文瓘不久就被出为云阳令。

## 唐高宗年间
龙朔年间，张文瓘累授东西台舍人、参知政事。显庆年间，张文瓘在东台舍人任上曾奉诏校勘四部群书。乾封二年（667年）四月，在东台舍人任上被授同东西台三品，为实质宰相，兼知左史事。当时，唐高宗建造蓬莱、上阳、合璧等宫，国库空虚，还养了一万匹厩马以为征讨四夷之军用。张文瓘因而以隋炀帝的类似行为招致民怨和亡国之事警告高宗，高宗因而减少了数千厩马，赐张文瓘缯锦百段。总章二年（669年）二月，迁东台侍郎。同中书门下三品成为宰相衔，从张文瓘开始。
咸亨二年（671年）正月，高宗幸东都洛阳，留皇太子李弘监国，令戴至德、张文瓘、李敬玄等侍臣辅佐之。三年（672年），官名复旧，改授黄门侍郎，兼太子左庶子，因李弘多病，事务多由同为兼太子左庶子的戴至德、张文瓘和右庶子萧德昭决断。十月，检校大理卿（等同最高法院法官），依旧为同中书门下三品知政事。张文瓘有效且公平地复查案卷，不到十天就决断疑案四百余条，即使被他判处有罪的人也无怨言，他还能为无罪之人翻案。他曾患病，等待他复查案卷的囚犯都为他祈祷，希望他立即好起来恢复工作。当时人称他执法公平宽大，堪比唐太宗年间著名的大理少卿戴胄。上元二年（675年）八月，拜侍中，九月，兼太子宾客。囚犯们得知他升迁不再担任大理卿，都悲伤地哭了。有时他卧病在家，宰相们对高宗奏事，高宗便问他们是否已和张文瓘商议过，若答未曾，则派他们去张文瓘府上共同商议，若答已商议过，则都准奏。
仪凤年间，张文瓘与左仆射刘仁轨、右仆射戴至德、中书令李敬玄、右庶子郝处俊、黄门侍郎来恒、左庶子高智周、右庶子李义琰、吏部侍郎裴行俭、马载、兵部侍郎萧德昭、裴炎、工部侍郎李义琛、刑部侍郎张楚、金部郎中卢律师等奉敕删缉刑法格式，并于二年（677年）二月九日撰定《永徽留本司格后》十一卷奏上。三年（678年）九月，张文瓘病重，得知高宗准备讨伐新罗，乘舆入见，对高宗说：“现在我们正在防御吐蕃入侵。新罗虽然不顺，却没有犯境。若分兵东征，臣担心政府和百姓都承受不住。”高宗听从了，取消讨伐新罗。同月，张文瓘病故，谥懿。因他曾侍奉先于675年就去世并被追封为孝敬皇帝的李弘，唐高宗敕他陪葬李弘陵墓恭陵。
唐德宗年间，张文瓘得续图凌烟阁。

## 轶闻
《大唐新语》记载：
1. 上元三年（676年）九月，左威卫大将军权善才和左监门中郎将范怀义误砍昭陵的柏树，唐高宗下令处死，大理丞狄仁杰却坚持认为依法只需免官。张文瓘朝狄仁杰挥动笏板示意他适可而止。最后狄仁杰仍然说服高宗收回成命。
2. 張文瓘為侍中时，同列宰相认为政事堂供饌珍美，請求減料。张文瓘说此食是天子重樞機、待賢才所用，若不能胜任应该辞职让贤，不宜減削公膳，以邀虛名。國家所貴，不在於此。如果有益於公道，就不為多。张文瓘四子张潛、张沛、张洽、张涉皆官至三品，時人呼為「萬石張家」，被认为是福善之應。

## 子孙
- 张漪
- 张潜，扬州长史
  - 张宽，库部郎中
  - 张㝏，杭州刺史
- 张沛，同州刺史
  - 张成绮，金吾将军
- 张洽，魏州刺史
  - 张宥，扬州长史
    - 张衮，虢州刺史
      - 张载华，兼御史中丞
        - 张正则
          - 张知实，字冠仁
            - 张保望，字渭叟

    - 张褒
- 张涉，殿中监、汴州刺史。唐隆之变中被杀
  - 张雕，陆浑丞
  - 张士矩，右司郎中
- 张沖，字孝源，介休令

## 延伸阅读
[在维基数据编辑]
 在维基文库阅读此作者作品
 《舊唐書·卷85》，出自刘昫《舊唐書》
 《新唐書·卷113》，出自《新唐書》